# El Haouaria (délégation)
Pour l’article homonyme, voir El Haouaria.
El Haouaria est une délégation tunisienne dépendant du gouvernorat de Nabeul.
| Hommes | Classe d’âge | Femmes |
| ------ | ------------ | ------ |
| 1 149  | 75 ou +      | 1 277  |
| 2 854  | 60-74 ans    | 2 994  |
| 4 701  | 45-59 ans    | 4 546  |
| 5 127  | 30-44 ans    | 4 769  |
| 4 242  | 15-29 ans    | 3 944  |
| 5 382  | 0-14 ans     | 5 095  |